# Хемслинген
Хемслинген (њем. Hemslingen) општина је у њемачкој савезној држави Доња Саксонија. Једно је од 57 општинских средишта округа Ротенбург (Виме). Према процјени из 2010. у општини је живјело 1.535 становника. Посједује регионалну шифру (AGS) 3357025.

## Географски и демографски подаци
Хемслинген се налази у савезној држави Доња Саксонија у округу Ротенбург (Виме). Општина се налази на надморској висини од 42 метра. Површина општине износи 27,5 km². У самом мјесту је, према процјени из 2010. године, живјело 1.535 становника. Просјечна густина становништва износи 56 становника/km².